# مايك باترسون
مايك باترسون (بالإنجليزية: Mike Patterson)‏ هو لاعب كرة قدم أمريكية أمريكي، ولد في 1 سبتمبر 1983 في ساكرامنتو في الولايات المتحدة.

## وصلات خارجية
- مايك باترسون على موقع مرجع كرة القدم المحترفة.كوم (الإنجليزية)